# Amt Kronach

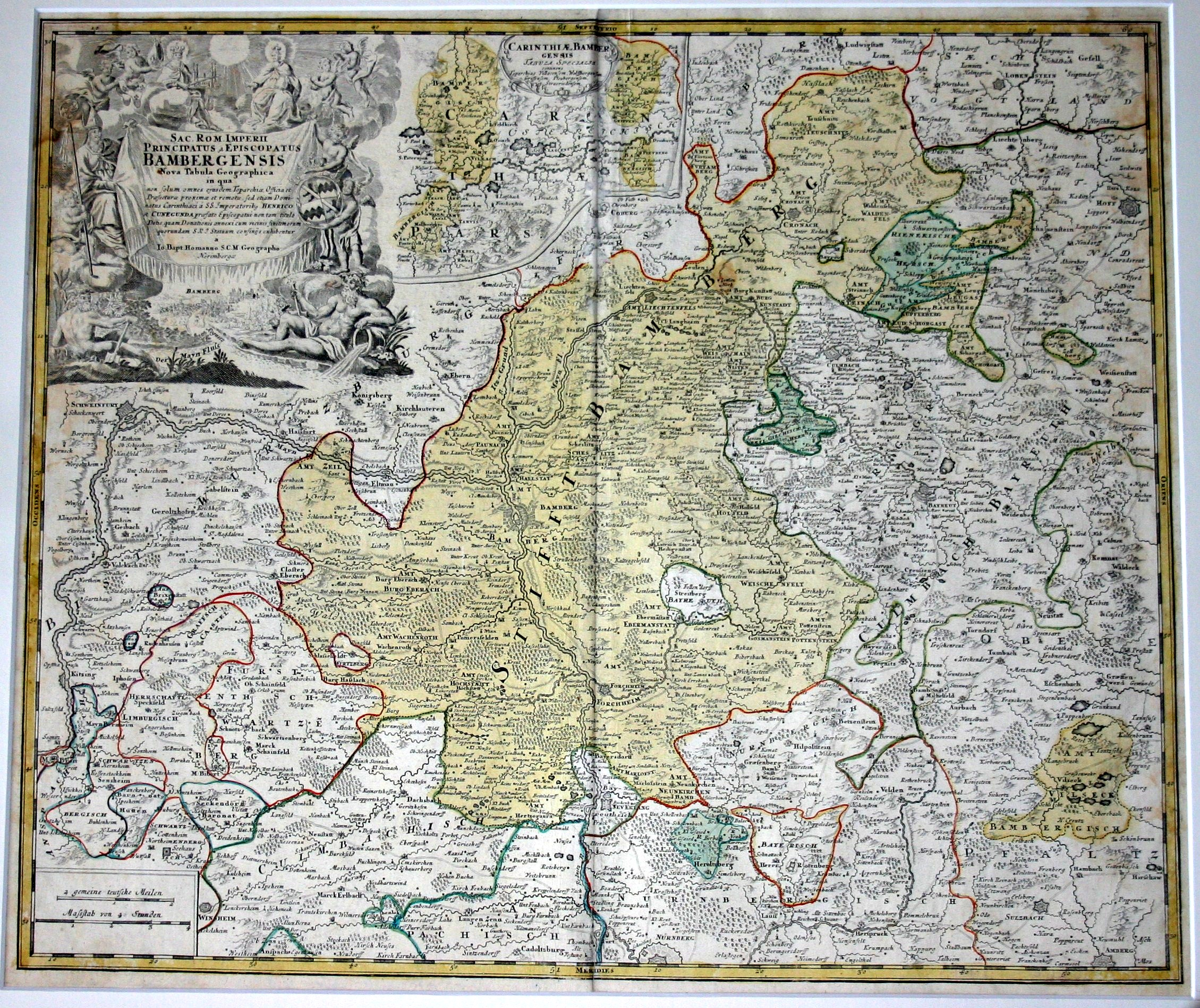
Das Territorium des Hochstift Bamberg mit dem Amt Kronach im Nordosten

Das Amt Kronach war ein Amt, also ein Verwaltungs- und Gerichtsbezirk des Hochstiftes Bamberg, eines reichsunmittelbaren Territoriums im Heiligen Römischen Reich. Das dem Fränkischen Reichskreis zugeordnete Hochstift Bamberg war ein geistliches Fürstentum, das bis 1802 existierte.

## Geschichte
Im Rahmen der Territorialisierung entstand das Amt im 13. Jahrhundert aus den Bamberger Besitzungen der Gegend. Das Amt, seit Mitte des 15. Jahrhunderts auch als Hauptmannschaft und im 18. Jahrhundert als Oberamt bezeichnet, war eines der größten Ämter des Hochstiftes. Seit Ende des 13. Jahrhunderts sind Amtmänner in Kronach bezeugt. Im ausgehenden Mittelalter wurde das Amt mehrfach verpfändet. 1359 wurde Albrecht von Puntzendorf als Pfandnehmer genannt, 1386 der Graf von Truhendingen. Von 1406 bis 1434 war Gunther von Bünau, 1434 bis 1487 die Familie von der Than Pfandinhaber.
1802 wurde das Amt von Kurpfalz-Bayern im Vorgriff auf den Reichsdeputationshauptschluss besetzt und annektiert. Es wurde 1804 aufgelöst und der überwiegende Teil dem neuen Landgericht Kronach zugeordnet.

## Struktur
Die Verwaltung des Amtes Kronach bestand aus einem Oberamt, einem Vogteiamt, einem Steueramt, einem Centamt und einem Bergamt.

### Oberamt

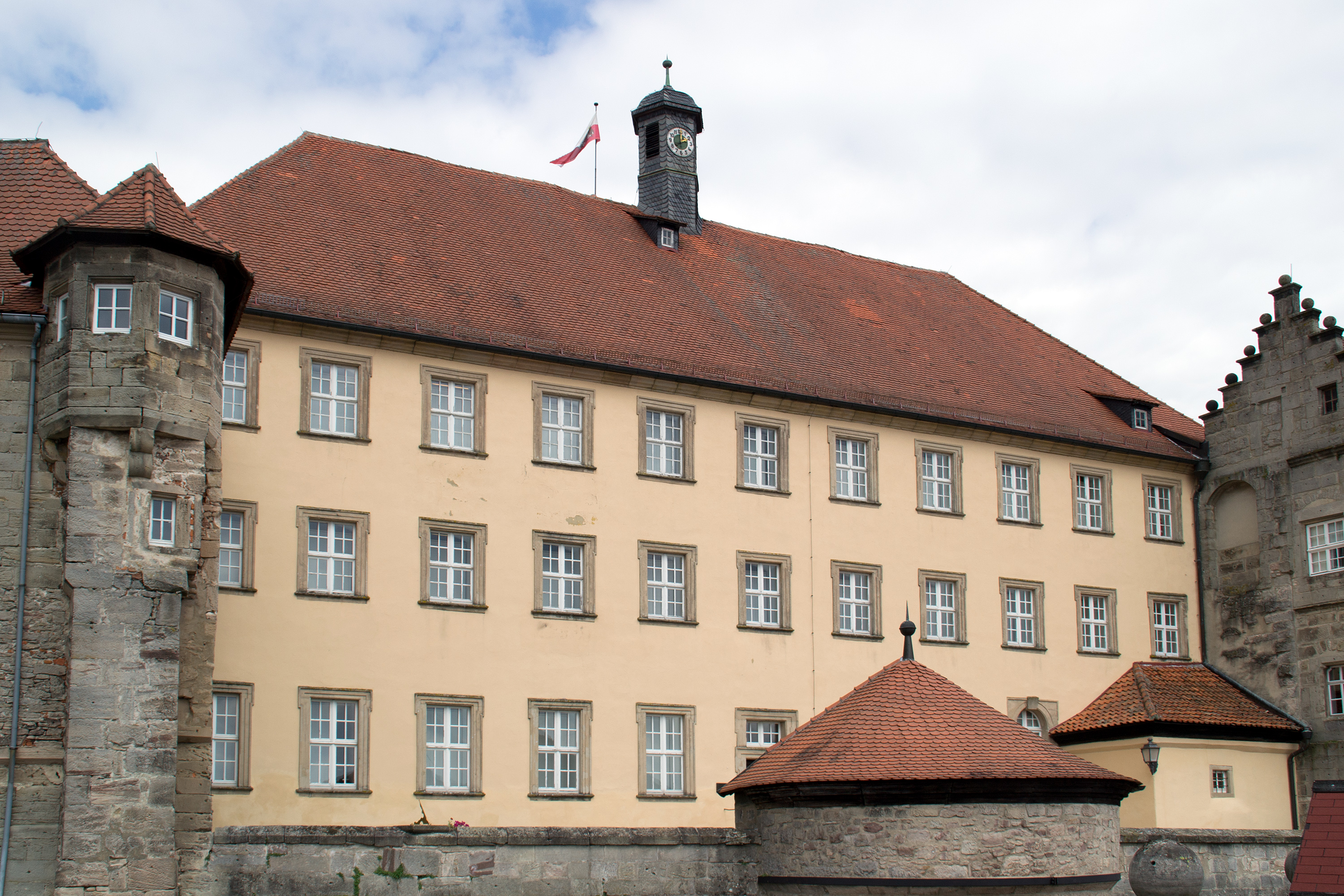
Kommandantenbau der Festung Rosenberg, ursprünglich Sitz des Oberamtmanns

Das Amt Kronach war eines der zuletzt 18 Oberämter des Hochstiftes. Damit war keine Überordnung über andere Ämter verbunden. In den Oberämtern gab es neben dem Vogt einen Oberamtmann aus dem lokalen Adel. In den Oberämtern Kronach und Forchheim war der Kommandant der jeweiligen Festung gleichzeitig Oberamtmann. Der Kommandant der Festung Rosenberg hatte gleichzeitig die Funktion des Oberamtmanns in Kronach. 1739 wurden die Militär- und die Zivilfunktion getrennt. Neuer militärischer Kommandeur wurde Christoph Karl Maximilian von Egloffstein, Oberamtmann wurde Johann Joseph von Künsberg. Das Amt des Oberamtmanns  war zu dieser Zeit aber weitgehend Sinekure. Der Oberamtmann war nun in Personalunion Oberamtmann im Amt Nordhalben und im Amt Wallenfels.

### Centamt
Das Centamt Kronach war eines der 29 Centämter des Hochstiftes Bamberg. Sein Hochgerichtsbezirk umfasste folgende Dorfmarkungen und Ortschaften: Asberg oder Letzenberg, Bärengrund, Baiershof oder Hohenwart, Berglesdorf, Bernsroth, Bieber, Bierberg, Birkach, Birnbaum, Böhlbach, Brand, Brauersdorf, Breitenloh, Buch (Weißenbrunn), Untere- und Obere Bürg, Bug, Dennach, Dennig, Dobersgrund, Dörfles, Effelter, Eibenberg, Eichelberg, Eichenbühl (strittig mit Centamt Weismain), Eichenbühl, Eichenleithen, Eila, Eisenhammer, Ellmershaus, Entmannsdorf, Finkenflug, Flöhberg, Friedersdorf, Friedrichsburg, Friesen, Geschwend, Giessübel, Gifting, Glosberg, Gries, Grössau, Grümpel, Grümpel, Grün, Gundelsdorf, Haig, Haslach, Hellmitzberg oder Stressenberg, Hesselbach, Höfles, Holzhaus, Hühnerleithe, Hummendorf, Judengraben, Judenhof, Kachelmannsberg, Kämmerlein, Kaltbuch, Kathragrub, Kestel, Knellendorf, Köhlersloh, Kotschersgrund, Kreuzberg, Kronach, Krugsberg, Kuhberg, Lahm, Letzenhof, Lindleinsberg, Ludwigsland, Neuenbach, Neuenreuth, Neuenreuth bei Neufang (heute Wüstung), Neufang, Neukenroth, Neuses, Neutennig, Nurn, Oberrodach (strittig mit dem markgräflichen Vogteiamt Seibelsdorf), Obertennig (strittig mit Centamt Weismain), Pfaffendorf (heute Wüstung), Plösenthal, Poppenhof, Posseck, Rangen, Rauershof, Redwitzerhöh, Reissendorf (Wüstung), Reitsch, Remitzhof, Remschlitz, Rennesberg, Reuth, Rödern, Rosenhof, Roßlach, Roßlach bei Steinberg, Rottelsdorf, Rucksgaße, Rucksmühle, Sachspfeife, Sattel (heute Wüstung), Schafhut, Schaufel, Schleyreuth, Schlottermühle, Schnabrichsmühle, Seelabach, Seelach, Sorg, Steinberg, Steingraben, Steinwiesen, Stockheim, Tempenberg, Thonberg, Tiefenbach, Traindorf, Trebesberg, Trebesgrund, Unterbreitenloh, Unterrodach, Untertennig (strittig mit Centamt Weismain), Vonz, Weisenbrunn, Welitsch, Wildenberg mit Steinenbrunn und Wustung (strittig mit Centamt Burgkunstadt-Marktgraitz), Wilhelmsthal, Winterleithen, Wolfersdorf, Zeyern, Ziegelerden und Zollscheer.

### Vogteiamt
Das Vogteiamt Kronach war eines der 54 Vogteiämter des Hochstiftes Bamberg. Es verwaltete die vogteirechtlichen Besitzungen des Kastenamtes Kronach, des Domkapitals Bamberg, des Lehenshofs Bamberg, der Pfarreien Kronach, Lahm und Steinwiesen, der Engelmeß- und Frühmeßstiftung Kronach und des sogenannten Fleischmännischen Lehens im Amtsbezirk. Sein Vogteibezirk umfasste folgende Dorfmarkungen und Ortschaften:
Baiershof oder Hohenwart, Berglesdorf (strittig mit dem Seniorat von Waldenfels), Bernsroth (strittig mit dem Rittergut Untermerzbach), Birnbaum (mit DGH (Dorf- und Gemeindeherrschaft)), Brauersdorf (mit DGH), Dennig, Dobersgrund, Effelter (mit DGH), Eibenberg (mit DGH), Eichelberg, Eichenleithen, Eila (mit DGH), Eisenhammer, Friedersdorf (mit DGH), Friesen (mit DGH), Gifting (mit DGH), Glosberg (mit DGH), Grössau (mit DGH), Gundelsdorf (mit DGH), Hesselbach, Höfles (mit DGH), Hummenberg, Knellendorf (mit DGH), Kotschersgrund, Kronach (bezüglich der Besitzungen des Seniorats von Waldenfels strittig), Krugsberg, Lahm (mit DGH), Ludwigsland, Neuenreuth bei Neufang, Neufang (mit DGH), Neuses (mit DGH), Nurn (mit DGH), Oberlangenstadt, Oberrodach, Pfaffendorf, Posseck (mit DGH), Reissendorf, Reitsch (mit DGH), Remitzhof, Remschlitz, Rennesberg, Rosenhof, Roßlach, Seelach (mit DGH; strittig mit dem Seniorat von Heßberg), Steinberg (mit DGH), Steinwiesen (mit DGH), Trebesgrund, Unterlangenstadt, Unterrodach, Weisenbrunn, Welitsch (mit DGH), Winterleithen, Wolfersdorf (mit DGH), Zeyern (mit DGH) und Zollscheer.

### Steueramt
Das Steueramt Kronach war eines der 46 Steuerämter des Hochstiftes Bamberg. Es war für die Besitzungen des Kastenamtes Kronach, des Klosters Langheim, des Domkapitels und des Lehenhofs innerhalb des Centamts Kronach, der Stadt Kronach (die Stadtlehen und die Rittergüter Haßlach und Stockheim), verschiedener Pfarreien und Stiftungen und die sogenannten Fleischmännischen Lehen zuständig. Die Zuständigkeit für die Steuern des Seniorates von Waldenfels und des Seniorats von Heßberg innerhalb des Centamtes Kronach waren mit dem Ritterkanton Gebürg strittig.
Die wirtschaftliche Bedeutung des Amtes für das Hochstift Bamberg war sehr hoch und wurde daher als Amt V. Klasse (von 5) geführt. Die Steuererträge des Steueramtes betrugen im Schnitt in der Amtszeit von Peter Philipp von Dernbach (1672–1683) 8258 und in der Amtszeit von Marquard Sebastian Schenk von Stauffenberg (1683–1693) 7357 fränkische Gulden pro Jahr.

### Kastenamt
Das Kastenamt Kronach war eines der 24 Kastenämter des Hochstiftes Bamberg.

### Bergamt
Das Bergrecht im Amt Kronach hatte eine hohe wirtschaftliche Bedeutung. 1244 bestätigte Kaiser Friedrich II Bamberg den Besitz des dortigen Bergrechts. Zunächst war das Kastenamt hierfür zuständig. In der zweiten Hälfte des 18. Jahrhunderts wurde ein gesondertes Bergamt eingerichtet. Es war ab 1796 dem Oberbergwerkskollegium nachgeordnet.

### Amt und Stadt
Die Stadt Kronach verfügte über eigene vogtei- und grundherrschaftliche Rechte und hatte eine Sonderstellung als Mediat im Amt. In der Neuzeit wurden vielfach getrennte Stadtvögte genannt.

## Oberamtshaus

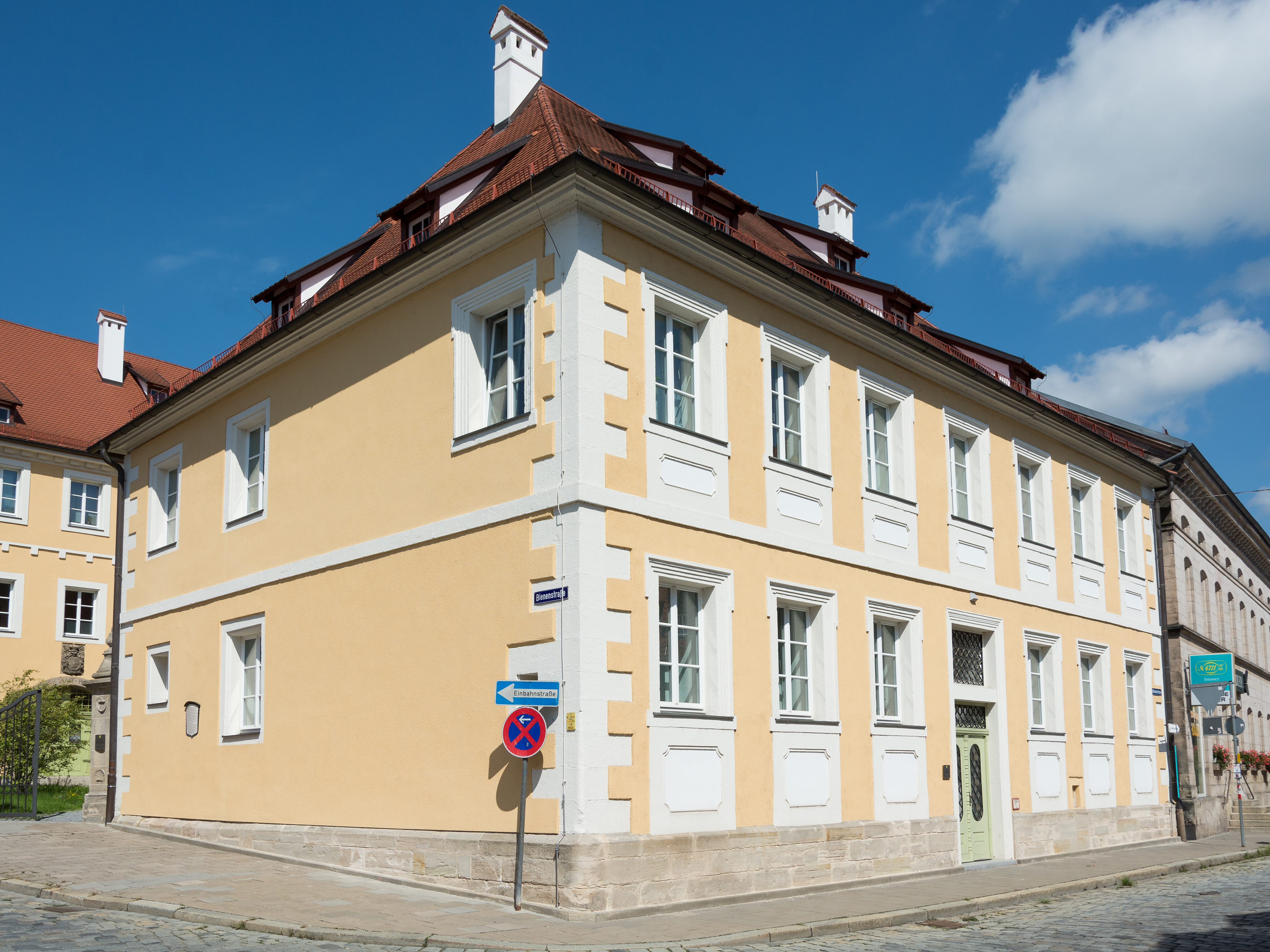
Oberamtshaus

Nach der Trennung der Funktion des Kommandanten von der des Oberamtmanns musste ein Oberamtshaus geschaffen werden. Hierzu wurde das Gebäude in der heutigen Klosterstraße 1 aus dem Jahr 1700 bis 1742 von Johann Jakob Michael Küchel zum Amtshaus ausgebaut. Es handelt sich um einen zweigeschossigen, verputzten Walmdachbau in Ecklage mit Sandsteingliederungen. Das ehemalige fürstbischöfliche Oberamtshaus dient heute als Landratsamt und steht als Baudenkmal unter Denkmalschutz.⊙⊙

## Persönlichkeiten

### Amtmänner
- Heinrich von Schaumburg [1386]
- Jörg von der Than [1435]
- Hans von der Thann [1487]

### Oberamtmänner
- Georg Wolfgang von Rotenhan (1653–1695)
- Otto Philipp von Schrottenberg (1715–1738)
- Johann Joseph von Künsberg (1739–1775)
- Karl Siegmund von Künsberg (1775–1802)

### Vögte
- Joh. Friedrich Stöcker, Vogtei-Administrator in Kronach bis 1804[3]